# Kościół Ewangelicko-Luterański w Republice Kazachstanu
Kościół Ewangelicko-Luterański w Republice Kazachstanu (ros. Евангелическо-Лютеранская Церковь в Республике Казахстан) – kościół luterański w Kazachstanie, wchodzący w skład Unii Kościołów Ewangelicko-Luterańskich w Rosji i Innych Państwach.
Członkowie kościoła to w większości niemieccy osadnicy deportowani do Kazachstanu oraz ich potomkowie.

## Historia
Pierwsi ewangelicy na terytorium Kazachstanu pojawili się na skutek akcji osadniczych oraz powstania garnizonów wojskowych w drugiej połowie XIX wieku. Z tego okresu pochodzą pierwsze wzmianki o istnieniu tam zborów luterańskich.
Zbór w Akmolińsku powstał w 1895. Wcześniej działały już parafie w Ust-Kamienogorsku, Semipałatyńsku, Pietropawłowsku oraz innych miejscowościach.
W latach 1936–1937 wszystkie kościoły ewangelickie zamknięto, a duchownych uwięziono lub wysiedlono. W 1941 po ataku Niemiec na ZSRR dokonano deportacji około miliona osób narodowości niemieckiej z całego terytorium Związku Radzieckiego do Kazachskiej SRR. Dwie trzecie przesiedlonych stanowili ewangelicy. Wobec represji, wiara praktykowana była w tajemnicy.
Z około 2000 duchownych kościoła okres czystek przeżyło 3 księży. Jeden z nich, ks. Eugen Bachmann po zwolnieniu w 1955 z łagru przybył do Akmolińska, gdzie w budynku przy ul. Kujbyszewa poprowadził pierwsze od lat nabożeństwo z udziałem duchownego. Na skutek jego zabiegów, w 1957 doszło do oficjalnej rejestracji pierwszej parafii luterańskiej po likwidacji Kościoła Ewangelicko-Luterańskiego. Zbór pozostawał jedyną oficjalnie działającą wspólnotą religijną na terenie całego ZSRR. Stopniowo jednak na terenie Kazachstanu powstawało coraz więcej zborów luterańskich, ale tylko kilka z nich zostało zarejestrowanych. Kolejną zasługą ks. Eugena Bachmanna stało się odtworzenie oficjalnej liturgii w języku niemieckim, która w 1972 roku została wydrukowana w NRD i wysłana do Związku Radzieckiego, co odegrało znaczącą rolę w procesie odrodzenia się luteranizmu w Kazachstanie.
Na przełomie lat 70. i 80. XX wieku społeczności ewangelickie w Kazachskiej SRR działały w prawie wszystkich miastach republiki oraz wielu innych miejscowościach, osiągając liczbę kilku tysięcy wspólnot. Od lat 80. dawało się też zauważyć znaczny wzrost liczby oficjalnie zarejestrowanych zborów, w 1989 osiągając powyżej 170, jednak żaden z nich nie posiadał odpowiednio wykształconego, pełnoetatowego duchownego.
Od czasu uzyskania niepodległości przez Kazachstan rozpoczęła się masowa emigracja Niemców, która doprowadziła do znacznego spadku ilości zborów oraz liczby skupionych w nich wiernych. W 1991 roku przyjęto ustawę o związkach wyznaniowych i wolności wyznania, która regulowała kwestię praw osób wierzących.
W maju 1993 w Ałmaty odbył się Pierwszy Założycielski Synod Diecezji Zborów Ewangelicko-Luterańskich w Republice Kazachstanu. Utworzona została wówczas Diecezja Zborów Ewangelicko-Luterańskich w Republice Kazachstanu (ros. Епархия Евангелическо-Лютеранской общин Республики Казахстан), która stała się częścią Ewangelicko-Luterańskiego Kościoła w Rosji, Ukrainie, Kazachstanie i Azji Środkowej. Wybrano pierwszego superintendenta, którym został ks. Richard Kratz i w późniejszym czasie powołał on siedzibę kościoła w Ałmaty.
Na kolejnym synodzie w 1996 wybrany został Biskup Kościoła, ks. Robert Mozer z Kokczetawu. Po tej decyzji doszło do przerejestrowania kościoła jako Kościół Ewangelicko-Luterański w Republice Kazachstanu, którego siedzibę przeniesiono do Akmoły. W 1999 w mieście tym, przemianowanym już na Astanę, powstało luterańskie seminarium duchowne w celu kształcenia duchownych dla kościoła.
Z czasem kościół ze wspólnoty praktycznie czysto niemieckiej stał się wieloetnicznym związkiem wyznaniowym, z odsetkiem wiernych narodowości niemieckiej wynoszącym w 2014 około 50–60% wszystkich członków.
W związku z koniecznością rozbiórki dotychczasowego miejsca modlitwy zboru w Astanie, w 2014 władze przeznaczyły dla zboru nową działkę, na której w 2015 przystąpiono do budowy nowej świątyni wraz z centrum administracyjnym całego kościoła oraz pomieszczeniami na potrzeby działalności parafialnej. Obiekt otwarto 17 września 2017.

## Liczba wiernych
Liczba osób identyfikujących się z luteranizmem (lecz w przeważającej większości nienależących oficjalnie do struktur kościoła ewangelickiego) wynosi na terenie Kazachstanu około 180 000. Na podstawie analiz danych w księgach dotyczących chrztów i konfirmacji można mówić o około 15 000-17 000 wiernych, jednak w związku z represjami okresu ZSRR, część ze wspólnot do lat 1989–1991 nie prowadziła jakichkolwiek zapisów w księgach.
Oficjalna liczba członków kościoła wynosiła w 2017 około 2500 osób zrzeszonych w 50 zborach, obsługiwanych przez 10 duchownych.